# Czepek pielęgniarski

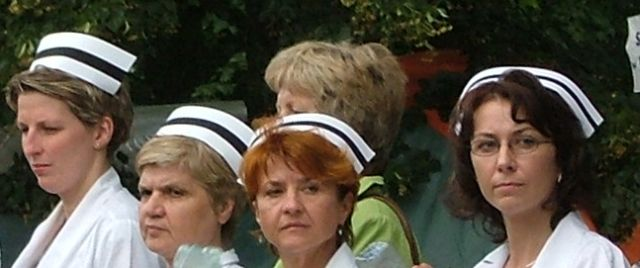
Polskie pielęgniarki w czepkach

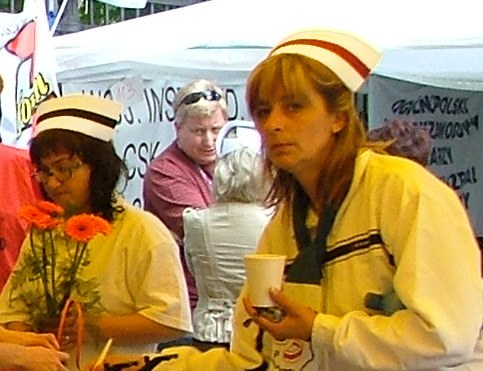
Polska pielęgniarka (z lewej, w czepku z czarnym paskiem) i położna (z prawej, w czepku z paskiem czerwonym)

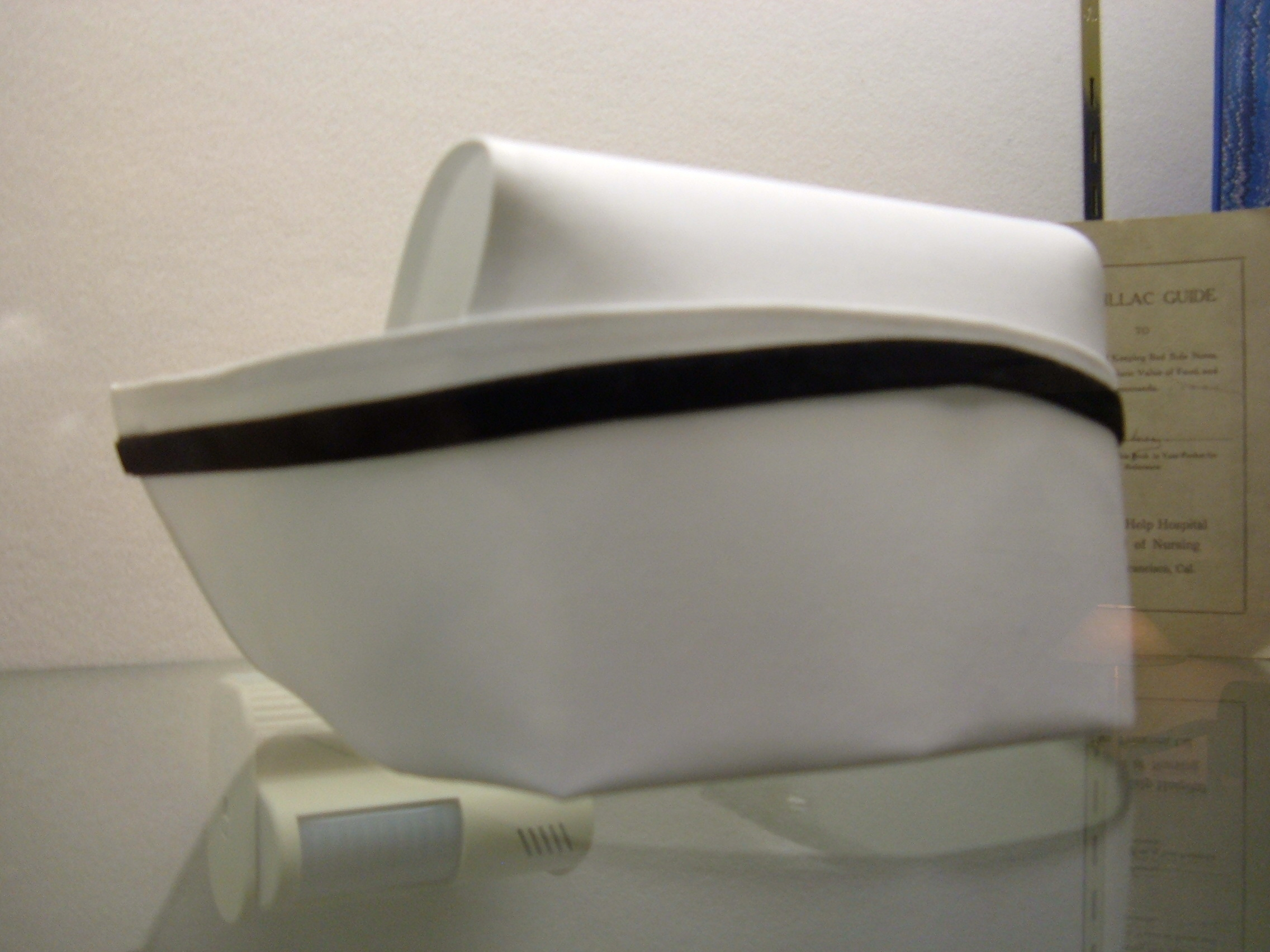
Czepek pielęgniarki z Kalifornii (USA)

Czepek pielęgniarski – tradycyjne nakrycie głowy z białego nakrochmalonego płótna (uformowanego i spiętego w specjalny sposób – „na motylka”), lub z muślinu, organdyny, batystu, a nawet z plastiku, noszone w Polsce przed 1990 rokiem przez pielęgniarki i położne podczas pracy oraz przez słuchaczki studium pielęgniarskiego podczas nauki.
Forma noszonych przez pielęgniarki czepków w różnych krajach jest na ogół podobna, choć różni się szczegółami (m.in. wielkością, proporcjami wysokości i szerokości, a także umieszczanymi na wyłogach czepka symbolami i oznaczeniami), tak jak różnią się szczegółami powiązane z czepkiem pielęgniarskim zwyczaje. W Polsce do roku 1990 czepek pielęgniarski był obowiązkowym elementem stroju pielęgniarki. Obecnie symbol ten pojawia się sporadycznie na uniformach w formie małej przypinki, lub nadruku.

## Historia
Przyjęło się, że słuchaczki liceum lub studium pielęgniarskiego przez pierwszy rok nauki chodziły bez czepka, a po pierwszym roku nauki przechodziły rodzaj inicjacji zwanej „czepkowaniem”, podczas którego otrzymywały swój pierwszy czepek. Był on początkowo cały biały, dopiero w kolejnym roku nauki słuchaczki umieszczały na nim (nieco z boku, nad prawą skronią) jeden wąski pionowy pasek z aksamitnej wstążki koloru czarnego (moment ten wiązał się z tradycyjnym rytuałem „paskowania” posiadaczki czepka), a w kolejnym roku obok niego umieszczały drugi.
W niektórych szkołach pielęgniarskich w Polsce słuchaczki II roku umieszczały zamiast pionowego – jeden poziomy wąski pasek na czepku.
Po zakończeniu nauki i otrzymaniu dyplomu pielęgniarki zamiast pionowych pasków na czepku umieszczały jeden poziomy szeroki pasek przez całą szerokość czepka. Czarny kolor pasa jest symbolem pielęgniarek, natomiast czerwony pasek symbolizuje położne. Rzadziej spotykany jest pasek niebieski symbolizujący dietetyczki. Oznacza on wysoką jakość zapewnianej opieki. Pielęgniarki będące zakonnicami tradycyjnie nosiły – zamiast czepka pielęgniarskiego – nakrycia głowy należące do ich stroju zakonnego.
Czepek pielęgniarski był prawie na całym świecie uniwersalnym symbolem pielęgniarek pozwalającym pacjentom szybko odróżnić pielęgniarki od lekarzy i innych pracowników szpitala.

## Teraźniejszość
Na niektórych polskich uniwersytetach medycznych wraca się do zwyczaju czepkowania. Podczas uroczystej ceremonii absolwentkom i absolwentom studiów pielęgniarskich mentorzy nakładają i przypinają czepek jako symbol ukończenia studiów pierwszego stopnia i otrzymania tytułu zawodowego licencjata pielęgniarstwa upoważniającego do podjęcia pracy jako pielęgniarka.
Przeprowadzone z udziałem pielęgniarek badania wskazują na główne powody, dla których czepki nie powinny być stosowane; m.in. czepki pielęgniarskie były niewygodne, niepraktyczne oraz przeszkadzały w pracy.
Według niektórych badań czepki mogą stanowić źródło bakterii lub innych patogenów przenosząc je pomiędzy pacjentami.